# Poputnaja
Poputnaja (ros. Попутная) – stanica w Rosji, w Kraju Krasnodarskim.
Według danych z 2002 miejscowość zamieszkują głównie Rosjanie (86,1%) i Ormianie (10,1%).